# Moskiewski Rewolucyjny Komitet Wojskowy
Moskiewski Rewolucyjny Komitet Wojskowy – instytucja powołana przez partię bolszewicką w okresie rewolucji październikowej jako sztab i pierwszy organ wojskowo-porządkowy.
Komitet utworzono 25 października (7 listopada) 1917 jako organ Moskiewskich Rad Delegatów Robotniczych i Żołnierskich do kierowania powstaniem zbrojnym w Moskwie. Wybrany na wspólnym plenum Moskiewskiej Rady Robotników i Rady Delegatów Żołnierskich w składzie 7 członków i 6 kandydatów:
- członek, bolszewik Gieorgij Oppokow;
- członek, bolszewik Władimir Smirnow;
- członek, bolszewik Grigorij Usijewicz;
- członek, bolszewik Nikołaj Murałow;
- kandydat, bolszewik Aleksandr Arosiew;
- kandydat, bolszewik Pawieł Mostowienko;
- kandydat, bolszewik Aleksiej Rykow (w październiku w Moskwie nie był, jako delegat II Zjazdu Rad wyjechał do Piotrogrodu);
- kandydat, bolszewik S. Budziński;
- członek, mieńszewik M.I. Tejtelbaum;
- członek, mieńszewik M.F. Nikołajew;
- członek, "internacjonaliści" I.F. Konstantinow;
- kandydat, "internacjonaliści" Lew Galpierin;
- kandydat, "internacjonaliści" W.J. Jasieniew.

Eserowcy odmówili wejścia do Komitetu; mieńszewicy oświadczyli, że wchodzą do niego, aby przeciwstawić się przejęciu władzy przez bolszewików.
Wybrany w wąskim składzie Komitet nie mógł sobie poradzić z ogromnym zakresem problemów, które musiał rozwiązać, dlatego też wkrótce dokooptowano do niego ponad 20 osób. Wśród nich bolszewików: członkowie Komitetu Wykonawczego Rady Miejskiej Moskwy Piotr Smidowicz, Wasilij Ignatow, szef sztabu Czerwonej Gwardii A.S. Wiedernikow, przedstawiciele związków zawodowych Grigorij Mielniczanski, M.W. Rykunow, P.I. Kusznier, przedstawiciel Tymczasowego Komitetu Delegatów Żołnierskich („dziesiątki”) S.A. Sawa-Stepniak, N.I. Plechanow, eser maksymalista (później bolszewik) S.L. Pupko.
Pracę Komitetu nadzorowało Bojowe Centrum Partyjne, wybrane na wspólnym posiedzeniu rano 25 października (7 listopada) Moskiewskiego Biura Regionalnego, Moskiewskiego Komitetu Okręgowego i Moskiewskiego Komitetu RSDLP(b), w skład którego weszli:
członkowie -
- I.A. Piatnicki,
- M.F. Władimirski,
- I.N. Stukow,
- W.N. Jakowlewa,
- W.I. Sołowiow,
- E.M. Jarosławski,
- B.G. Kozielew,

kandydaci -
- I.S. Kizelsztejn,
- T.W. Sapronow;

26 października (8 listopada) Wadim Podbielski został dokooptowany jako członek.
W ramach Komitetu utworzono sztab wojskowego dowództwa operacyjnego powstania (Smirnow, Arosiew, A.M. Alter). W dniach 25-27 października (7-9 listopada) we wszystkich dzielnicach miasta zorganizowano Rewolucyjne Komitety Wojskowe, składające się prawie wyłącznie z bolszewików. Bolszewicki rdzeń Komitetu musiał natychmiast walczyć z dezorganizującą działalnością mieńszewików, którzy byli przeciwni zdecydowanym działaniom przeciwko kontrrewolucji. 27 października (9 listopada) Komitet odrzucił żądanie mieńszewików porozumienia z wiodącym ośrodkiem kontrrewolucji, Komitetem Bezpieczeństwa Publicznego, po czym mieńszewicy (31 października) wycofali się z Komitetu, co uczyniło go bardziej zwartym i skutecznym. Jednak kooptacja niektórych osób, które zajęły niestabilne, wahające się stanowisko w sprawie powstania zbrojnego (Smidowicz, Ignatow, Kuszner itp.), uniemożliwiła utrzymanie konsekwentnie rewolucyjnej linii.
Jako władza powstania zbrojnego Komitet, poprzez swoich komisarzy, rozwiązywał także kwestie organizacji żywności, transportu, mediów, instytucji finansowania, utrzymania porządku itp..